# Juan Luis Martin Buisson
Juan Luis Martin Buisson (ur. 18 kwietnia 1934 w Trois-Rivières) – kanadyjski duchowny rzymskokatolicki posługujący w Peru, w latach 1989-2008 wikariusz apostolski Pucallpa.

## Życiorys
Święcenia kapłańskie przyjął 1 lipca 1957. 18 kwietnia 1986 został mianowany biskupem koadiutorem Pucallpa ze stolicą tytularną Aquae in Numidia. Sakrę biskupią otrzymał 17 sierpnia 1986. 23 października 1989 objął urząd ordynariusza. 8 września 2008 przeszedł na emeryturę.